# Гай Фабий Амбуст (консул 358 пр.н.е.)
Гай Фабий Амбуст (на латински: Gaius Fabius Ambustus) e политик на Римската република през 4 век пр.н.е.

## Биография
Произлиза от патрицианската фамилия Фабии. Син е на Нумерий Фабий Амбуст (военен трибун 406 пр.н.е.) и брат на Марк Фабий Амбуст (консул 360, 356 и 354 пр.н.е.).
Гай Фабий Амбуст е избран за консул през 358 пр.н.е. с колега Гай Плавции Прокул. Той води война против тарквиниите. Тарквиниите отвличат 307 римски войници в града си и ги убиват там като жертва на боговете.